# زبان‌های ایالات متحده آمریکا

بسیاری از زبان‌ها در ایالات متحده استفاده می‌شود؛ ولی انگلیسی بیشترین استفاده‌کننده را دارد. بیشتر زبانهای بومی در آمریکا مختص شمال می‌باشد. بیشتر زبان‌ها توسط استعمارگران اروپایی رواج پیدا کرد ولی در آمریکا این روزها زبان اشاره نیز رواج پیدا کرده است. در ایالات متحده ۳۳۷ زبان به ثبت رسیده که ۱۷۶ عدد از آن‌ها بومی هستند. نیز ۵۲ زبان که در این کشور سخنور داشته است هم‌اکنون منقرض شده‌اند.
رایج‌ترین زبان در ایالات متحده زبان انگلیسی آمریکایی می‌باشد. با این حال در سطح فدرال هیچ زبان رسمی به ثبت نرسیده. البته آموختن زبان انگلیسی برای مهاجرت به یک قانون تبدیل شده است. قوانین زبان در سطح کشور متفاوت است در بعضی از ایالات زبان رسمی وجود دارد ولی در بعضی از ایالات نیز زبان رسمی وجود ندارد و زبان‌های محلی قانون است.
از سال ۱۹۶۸ سازمان مهاجرت دومین زبان در سطح کشور اسپانیایی بوده و در آنزمان حدود ۳۵ میلیون نفر سخنور داشته است. آمریکا از نظر داشتن سخنوران زبان اسپانیایی رتبه پنجم را دارد؛ و جمعیت اسپانیایی زبان این کشور، جمعیت اسپانیایی زبان کشورهای اسپانیا، مکزیک، آرژانتین و کلمبیا را نیز پشت سر گذاشته است. در جنوب غربی ایالات متحده بیشترین تعداد مهاجر را داشته است. هم‌اکنون مهاجرین کمتری نسبت به گذشته اسپانیایی بوده و بیشتر انگلیسی هستند؛ تقریباً تمام نسل دومی‌های آمریکایی‌های مکزیکی تبار انگلیسی را روان صحبت می‌کنند، در حالی که نیمی از آن‌ها به اسپانیایی سخن می‌گویند.
در سرشماری سال ۲۰۰۰ در ایالات متحده، آلمانی‌تبارها بیشترین گروه قومی را تشکیل می‌دادند؛ و زبان آلمانی در کشور پنجمین رتبه را داشتند. ایتالیایی، لهستانی، و فرانسوی همچنان به‌طور گسترده‌ای در میان مهاجران این کشور می‌باشد اما استفاده از این زبان رو به کاهش بوده و بیشتر افراد مسن به این زبان سخن می‌گویند. با مهاجران آمریکا به زبان روسی نیز سخن گفته می‌شود.
بنابر مطالعهٔ سازمان بررسی جامعه آمریکایی در سال ۲۰۱۱ که توسط اداره آمار ایالات متحده تأیید و در سال ۲۰۱۳ منتشر شده، زبان اصلی ۴۰۷٬۵۸۶ نفر یعنی نزدیک به ۰/۷ در صد جمعیت بالای ۵ سال این کشور، در خانه فارسی بوده است.

## آمار کلی
ایالات متحده یک زبان رسمی در سطح فدرال ندارد، اما رایج‌ترین زبان مورد استفاده انگلیسی است (به‌طور خاص، انگلیسی آمریکایی)، که بالفعل زبان ملی است. این تنها زبانی است که اکثریت جمعیت ایالات متحده (تقریباً ۷۸٫۵٪) در خانه صحبت می‌کنند.[۶] بر اساس نظرسنجی جامعه آمریکا (ACS) اداره سرشماری ایالات متحده، بسیاری از زبان‌های دیگر نیز در خانه صحبت می‌شوند، به ویژه اسپانیایی (۱۳٫۲٪ از جمعیت). اینها شامل زبان‌ها و زبان‌های بومی است که توسط مردم اروپا، آفریقا و آسیا به ایالات متحده آورده شده است. این در حالی است که اکثریت گویشوران این زبان‌ها دو زبانه هستند و به زبان انگلیسی نیز صحبت می‌کنند. اگرچه ۲۱٫۵٪ از ساکنان ایالات متحده گزارش می‌دهند که در خانه به زبانی غیر از انگلیسی صحبت می‌کنند، تنها ۸٫۲٪ انگلیسی را کمتر از «خیلی خوب» صحبت می‌کنند. تقریباً ۴۳۰ زبان توسط مردم صحبت یا امضا می‌شود که از این تعداد ۱۷۷ زبان بومی منطقه هستند. حداقل پنجاه و دو زبان که قبلاً در قلمرو کشور صحبت می‌شد اکنون منقرض شده‌اند.
بر اساس داده‌های سالانه نظرسنجی جامعه آمریکا، اداره سرشماری ایالات متحده به‌طور مرتب اطلاعاتی را در مورد رایج‌ترین زبان‌هایی که در خانه صحبت می‌شود منتشر می‌کند. همچنین توانایی زبان انگلیسی افرادی را که در خانه به زبانی غیر از انگلیسی صحبت می‌کنند، گزارش می‌کند. در سال ۲۰۱۷، اداره سرشماری ایالات متحده اطلاعاتی را در مورد تعداد سخنرانان بیش از ۳۵۰ زبان که توسط ACS از سال ۲۰۰۹ تا ۲۰۱۳ مورد بررسی قرار گرفت، منتشر کرد، اما به‌طور منظم داده‌ها را برای بسیاری از زبان‌ها جدول‌بندی و گزارش نمی‌کند.
در سال ۲۰۱۷، زبان فارسی ۱۸اُمین زبان رایج در آمریکا بوده است.
ACS تعداد افرادی را که استفاده از زبان اشاره آمریکایی را در خانه گزارش می‌کنند جدول‌بندی نمی‌کند، بنابراین چنین داده‌هایی باید از منابع دیگر تهیه شوند. در حالی که برآوردهای مدرن نشان می‌دهد که زبان اشاره آمریکایی در سال ۱۹۷۲ توسط ۵۰۰۰۰۰ آمریکایی امضا شده است (آخرین بررسی رسمی زبان اشاره)، تخمین‌ها تا سال ۲۰۱۱ نزدیک به ۱۰۰۰۰۰ نفر بود. عوامل فرهنگی مختلف، مانند تصویب قانون آمریکایی‌های دارای معلولیت، به فرصت‌های آموزشی بسیار بیشتری برای کودکان کم‌شنوا منجر شده است که می‌تواند تعداد کاربران فعلی زبان اشاره آمریکایی را دو یا سه برابر کند.
انگلیسی رایج‌ترین زبانی است که در ایالات متحده صحبت می‌شود با حدود ۲۳۹ میلیون گویشور. اسپانیایی توسط تقریباً ۳۵ میلیون نفر صحبت می‌شود. ایالات متحده چهارمین جمعیت اسپانیایی زبان جهان را دارد که تنها از مکزیک، کلمبیا و آرژانتین بیشتر است. تخمین‌های دیگر ایالات متحده را بیش از ۵۰ میلیون نفر نشان می‌دهد که تنها پس از مکزیک در رتبه دوم قرار دارد. در سراسر جنوب غربی ایالات متحده و پورتوریکو، جوامع قدیمی اسپانیایی زبان با تعداد زیادی از مهاجران هیسپانوفن جدیدتر همزیستی دارند. اگرچه بسیاری از مهاجران جدید آمریکای لاتین به زبان انگلیسی تسلط کمتری دارند، تقریباً همه نسل دوم اسپانیایی تبارها انگلیسی را روان صحبت می‌کنند، در حالی که تنها حدود نیمی از آنها هنوز اسپانیایی صحبت می‌کنند.